# Estrid Hein
Estrid Hein, född Hansen 27 juli 1873 i Köpenhamn, död 25 juli 1956 i Hørsholm, var en dansk ögonläkare och kvinnosakskämpe. Hon var mor till vetenskapsmannen Piet Hein.
Estrid Hein var dotter till advokaten och politikern Octavius Thomas Hansen (1838–1903) och Ida Antoinette Wulff (1845–1924). Hon genomförde sin skolgång på N. Zahles Skole och tog studentexamen 1890 som privatist. Hon studerade sedan medicin vid Köpenhamns universitet och tog examen 1896. Hon genomförde därefter studieresor till ögonkliniker i Storbritannien, Nederländerna, Österrike och Tyskland, samt ett år Paris för att studera fysiologisk optik. Hon blev dessutom upplärd på farbrodern Edmund Hansen Gruts ögonklinik. 1906 upprättade hon sin egen privatklinik och blev specialistläkare 1918. Hon arbetade även som läkare för Kvindernes Handels- og Kontoristforening, var styrelseledamot i Louiseforeningen och från 1914 styrelseledamot i Blindeinstituttet.
Hein var djupt engagerad i den danska kvinnorättsrörelsen. Hon var bl.a. en populär ordförande av Dansk Kvindesamfunds Köpenhamnsavdelning (1909–1916) och arbetade främst för kvinnors politiska rättigheter, bl.a. för införandet av allmän och lika rösträtt. Hon stod även bakom en uppmärksammad och delvis kritiserad kampanj som uppmanade förbundets medlemmar att spara in på sin konsumtion och skänka överskottet till arbetet för kvinnlig rösträtt. Hon arbetade också emot ett lagförslag om att kvinnor skulle ha särskilt ”skydd” på arbetsmarknaden, vilket bl.a. att innebar att kvinnor inte fick ta nattarbetspass. Förslaget röstades ned i Folketinget 1913. Hon efterträddes av sin kusin, Esther Carstensen, som förbundets ordförande 1916. Hein fortsatte dock som styrelseledamot i Dansk Kvindesamfund och från 1933 även i Danske Kvinders Nationalråd. Tillsammans med bl.a. Lis Jacobsen och Henny Magnussen bildade hon föreningen Kvindelige Akademikere 1922.
Partipolitiskt var Hein engagerad i Det Radikale Venstre. Hon kandiderade för partiet till Köpenhamns kommunfullmäktige (Borgerrepræsentationen) vid kommunvalet 1908 men blev inte invald. Bland Heins övriga uppdrag kan nämnas att hon var ledamot i Den Skandinaviske Familieretskommission från 1915, ledamot i Den danske Komité til Bekæmpelse af den hvide Slavehandel och från 1922 ledamot i Nationernas Förbunds rådgivande kommission för bekämpning av handel med kvinnor och barn.